# Lịch sử hành chính Bà Rịa – Vũng Tàu
Lịch sử hành chính tỉnh Bà Rịa – Vũng Tàu có thể lấy mốc từ năm 1900 với sự kiện cuộc cải cách hành chính ở Nam Kỳ, hạt tham biện Bà Rịa đổi thành tỉnh Bà Rịa. Tuy nhiên, quá trình hình thành và phát triển của tỉnh Bà Rịa – Vũng Tàu có thể được tính gần 400 năm, kể từ thỏa ước năn 1623, chúa Nguyễn Phúc Nguyên với vua Chân Lạp Chey Chetta II, cho phép những nhóm cư dân Việt đầu tiên được khai phá xứ Mô Xoài. Tính đến ngày 1 tháng 3 năm 2025, tỉnh Bà Rịa – Vũng Tàu được chia thành 7 đơn vị hành chính cấp huyện, bao gồm 3 thành phố trực thuộc tỉnh, 4 huyện với 77 đơn vị hành chính cấp xã, bao gồm 40 xã, 30 phường và 7 thị trấn.

## Lịch sử tên gọi địa danh
- Bà Rịa: theo nhiều người giải thích là xưa ở vùng đất này có một bà quê ở Phú Yên vào vùng Mô Xoài này khai hoang lập nghiệp, nên để ghi nhớ công ơn này nên người dân địa phương tôn thờ Bà, và lấy tên bà đặt cho vùng đất Bà Rịa ngày này.
- Tuy nhiên, truyền thuyết về Bà Rịa đã khai phá 300 héc ta đất và được đặt tên cho vùng đất Mô Xoài có nhiều điểm vô lý không đúng với lịch sử, do đó hầu hết các nhà nghiên cứu đều có ý kiến rằng Bà Rịa là địa danh, là tên một nước nhỏ ở khu vực này xưa kia, "Bà Rịa tức nước Bà Lợi thuở  xưa...".[3] (theo Trịnh Hoài Đức trong cuốn Gia Định thành thông chí).
- Vũng Tàu: đây là vùng đất có vịnh biển, thuận tiện cho tàu thuyền ghé tránh gió, neo đậu trước khi vào Gia Định, từ đó mới có tên là "Vũng Tàu". Theo sách Gia Định thành thông chí của Trịnh Hoài Đức, địa danh Vũng Tàu được chép là Thuyền Úc: “Tục gọi Vũng Tàu, ở về phía Đông cách trấn 234 dặm rưỡi."[4]

| Các Khu vực                     | 1947                  | 1956           | 1965                     | 1974                               | 1975                         | 1979                       | 1991                   |
| ------------------------------- | --------------------- | -------------- | ------------------------ | ---------------------------------- | ---------------------------- | -------------------------- | ---------------------- |
| Khu vực TP. Bà Rịa và các huyện | tỉnh Bà Rịa           | tỉnh Phước Tuy | tỉnh Phước Tuy           | tỉnh Phước Tuy                     | tỉnh Đồng Nai                | tỉnh Đồng Nai              | tỉnh Bà Rịa – Vũng Tàu |
| Khu Vực TP. Vũng Tàu            | tỉnh Vũng Tàu         | tỉnh Phước Tuy | thị xã Vũng Tàu          | thị xã Vũng Tàu                    | tỉnh Đồng Nai                | Đặc khu Vũng Tàu - Côn Đảo | tỉnh Bà Rịa – Vũng Tàu |
| Khu vực huyện Côn Đảo           | Côn Lôn thuộc Hà Tiên | tỉnh Côn Sơn   | Cơ sở hành chính Côn Sơn | Thị xã Phú Hải thuộc tỉnh Gia Định | Côn Đảo thuộc tỉnh Hậu Giang | Đặc khu Vũng Tàu - Côn Đảo | tỉnh Bà Rịa – Vũng Tàu |

## Buổi đầu khai phá
- Năm 1698, Phủ Gia Định được thành lập gồm 2 huyện Tân Bình và Phước Long trong đó: 
  - Huyện Phước Long gồm 4 Tổng trong đó có tổng Phước An nay là tỉnh Bà Rịa – Vũng Tàu và một phần tỉnh Đồng Nai như: thị xã Long Khánh, huyện Xuân Lộc, Cẩm Mỹ,...
  - Côn Đảo lúc này thuộc tỉnh Hà Tiên.
- Năm 1808, Tổng thành huyện, huyện trở thành Phủ. Theo đó, tổng Phước An, huyện Phước Long trở thành Huyện Phước An,phủ Phước Long trực thuộc Trần Biên Hòa. Huyện Phước An gồm 2 tổng Phước Hưng và An Phú.
- Năm 1819, đảo Côn Lôn (Côn Đảo ngày nay) thuộc đạo Cần Giờ tỉnh Gia Định.
- Năm 1837, tách huyện Phước An và Long Thành thuộc phủ Phước Long để thành lập phủ Phước Tuy; thành lập huyện mới Long Khánh tách từ huyện Phước An.
  - Phủ Phước Tuy thuộc tỉnh Biên Hoà gồm 3 huyện Phước An, Long Thành và Long Khánh.
- Năm 1839, Đảo Côn Lôn thuộc tỉnh Vĩnh Long.
- Năm 1861, Đảo Côn Lôn thuộc tỉnh Hà Tiên như lúc đầu.

### Giai đoạn trực thuộc Trấn Biên Hòa
Trấn Biên Hòa có 1 phủ duy nhất là Phủ Phước Long, với 4 huyện, 8 tổng và 310 thôn xã phường. Địa giới tỉnh Bà Rịa – Vũng Tàu ngày nay tương đương huyện Phước An, Phủ Phước Long, trấn Biên Hòa.
Huyện Phước An gồm 2 tổng (An Phú và Phước Hưng) với 43 xã, thôn, phường, ấp.
Tổng An Phú gồm 21 xã, thôn, ấp gồm: xã Long Hòa, thôn Long Hiệp, thôn Long Thắng, thôn Phước Đức, thôn Long Lập, thôn Long Xuyên, thôn Long Kiên, thôn Long Thuận, thôn Phước Thạch, thôn An Nhứt, ấp Hắc Lăng, thôn Phước Thiện, thôn Long An, thôn Long Thạnh, thôn Long Điền, thôn Long Hương, thôn Phước Lễ, ấp Phú An, thôn Trúc Phong, thôn Hưng Long và thôn Tĩnh Bộng Phụ Lũy.
Tổng Phước Hưng gồm 22 thôn, phường gồm: thôn Phước Thới, thôn Phước Hưng, thôn Phước Liễu, thôn Long Trinh, thôn Long Hưng, thôn Phước Hiệp, thôn Phước Thạnh, phường Phước Lộc Thượng, xã Phước An Trung, thôn Long Hòa, thôn Long Thới, thôn Gia Thạnh, thôn Phước Lợi, thôn Phú Thạnh, thôn Phước Hòa, thôn Long Sơn, thôn Phước Hải, thôn Long Hội Sơn, thôn Long Hải, trạm thôn Long Mỹ Tây Giang, trạm thôn Hòa Mỹ Giang và trạm thôn Tân An Giang.

## Giai đoạn 1862 – 1945

### Hạt thanh tra Bà Rịa (1864 – 1876)

###### Năm 1862
Ngày 1-07-1862, giải thể hai thôn: Hưng Long và Vĩnh Điền thuộc tổng An Phú Thượng. Tổng An Phú Thượng còn lại 11 thôn làng: An Ngãi, An Nhứt, Hắc Lăng, Hưng Lương, Long Điền, Long Nhung, Long Thạnh, Phước Tỉnh, Thắng Nhứt, Thắng Nhì và Thắng Tam.
Ngày 7-07-1862, Phủ Soái Nam kỳ Quyết định tách địa bàn huyện Phước An thuộc phủ Phước Tuy để thành lập tiểu khu quân sự riêng, đặt lỵ sở tại Bà Rịa.

###### Năm 1864
Ngày 27-10-1864, giải thể tiểu khu quân sự Bà Rịa và cải thành hạt thanh tra Bà Rịa thuộc tỉnh Biên Hòa. Hạt thanh tra Bà Rịa coi huyện Phước An gồm 04 tổng và 42 thôn làng.

###### Năm 1866
Ngày 30-08-1866, hạt thanh tra Bà Rịa tiếp nhận 03 tổng: An Trạch, Long Cơ, Long Xương từ hạt thanh tra Bảo Chánh giải thể chuyển sang. Bấy giờ, hạt thanh tra Bà Rịa coi huyện Phước An gồm có 07 tổng và 62 thôn làng.
- Bốn tổng Việt: An Phú Thượng, An Phú Hạ, Phước Hưng Thượng và Phước Hưng Hạ.
- Ba tổng Thượng: An Trạch, Long Cơ và Long Xương.

###### Năm 1870
Ngày 26-10-1870, cải biến cù lao Núi Nứa thành thôn Núi Nứa thuộc tổng An Phú Hạ. Tổng An Phú Hạ thuộc hạt thanh tra Bà Rịa gồm có 12 thôn làng: Long Hiệp, Long Hương, Long Kiên, Long Lập, Long Xuyên, Mỹ Xuân, Núi Nứa, Phú Thạnh, Phước Hữu, Phước Hội, Phước Lễ và Thạnh An. Hạt thanh tra Bà Rịa gồm có 07 tổng và 63 thôn làng.

###### Năm 1871
Ngày 5-06-1871, giải thể hạt thanh tra Long Thành và sáp nhập tổng Thành Tuy Thượng, Thành Tuy Hạ vào hạt thanh tra Bà Rịa.
Ngày 27-07-1871, chuyển hai tổng Thành Tuy Thượng và Thành Tuy Hạ sang hạt thanh tra Biên Hòa, riêng các xã thôn ở bờ phải sông Đồng Nai nhập vào hạt thanh tra Sài Gòn. Hạt thanh tra Bà Rịa gồm có 07 tổng và 63 thôn làng.

###### Năm 1872
Ngày 24-06-1872, giải thể thôn Hưng Lương thuộc tổng An Phú Thượng và sáp nhập vào thôn Phước Tỉnh cùng tổng. Tổng An Phú Thượng còn lại 10 thôn làng: An Ngãi, An Nhứt, Hắc Lăng, Long Điền, Long Nhung, Long Thạnh, Phước Tỉnh, Thắng Nhứt, Thắng Nhì và Thắng Tam. Hạt thanh tra Bà Rịa gồm có 07 tổng và 62 thôn làng.

###### Năm 1873
Ngày 16-04-1873, chuyển thôn Mỹ Xuân thuộc tổng An Phú Hạ, hạt thanh tra Bà Rịa sang hạt thanh tra Biên Hòa. Tổng An Phú Hạ gồm có 12 thôn làng: Long Hiệp, Long Hương, Long Kiên, Long Lập, Long Nhung, Long Xuyên, Núi Nứa, Phú Thạnh, Phước Hòa, Phước Hữu, Phước Hội, Phước Lễ, Tân An và Thạnh An. Hạt thanh tra Bà Rịa gồm có 07 tổng và 61 thôn làng.

###### Năm 1874
Ngày 25-03-1874, chuyển thôn Long Nhung thuộc tổng An Phú Thượng sang thuộc tổng An Phú Hạ cùng hạt. Tổng An Phú Thượng còn lại 09 thôn làng: An Ngãi, An Nhứt, Hắc Lăng, Long Điền, Long Thạnh, Phước Tỉnh, Thắng Nhứt, Thắng Nhì và Thắng Tam.
Ngày 31-08-1874, thành lập hai thôn Phước Hòa và Tân An thuộc tổng An Phú Hạ từ đất của thôn Phước Lễ cùng tổng. Tổng An Phú Hạ gồm có 14 thôn làng: Long Hiệp, Long Hương, Long Kiên, Long Lập, Long Nhung, Long Xuyên, Núi Nứa, Phú Thạnh, Phước Hòa, Phước Hữu, Phước Hội, Phước Lễ, Tân An và Thạnh An.
Hạt thanh tra Bà Rịa gồm có 07 tổng và 63 thôn làng.

###### Năm 1875
Ngày 7-06-1865, thành lập thôn Phước Trinh thuộc tổng Phước Hưng Thượng từ ấp Phước Trinh của thôn Phước Hưng cùng tổng. Tổng Phước Hưng Thượng gồm có 09 thôn làng: An Thới, Hội Mỹ, Long Hải, Long Mỹ, Lộc An, Phước Hải, Phước Liễu, Phước Hưng và Phước Trinh.
Ngày 15-12-1975, thành lập thôn Long Sơn thuộc tổng Phước Hưng Hạ. Tổng Phước Hưng Hạ gồm có 13 thôn làng: Gia Thạnh, Hiệp Hòa, Hưng Hòa, Long Hưng, Long Sơn, Long Thới, Phước Bửu, Phước Hiệp, Phước Lợi, Phước Thọ, Phước Tuy, Thạnh Mỹ và Xuyên Mộc.
Hạt thanh tra Bà Rịa gồm có 07 tổng và 65 thôn làng.

### Khu vực Bà Rịa, Vũng Tàu và Côn Đảo (1876 – 1945)

#### Từ hạt tham biện đến tỉnh Bà Rịa (1876 – 1945)

##### Hạt tham biện Bà Rịa (1876 – 1899)
Năm 1876

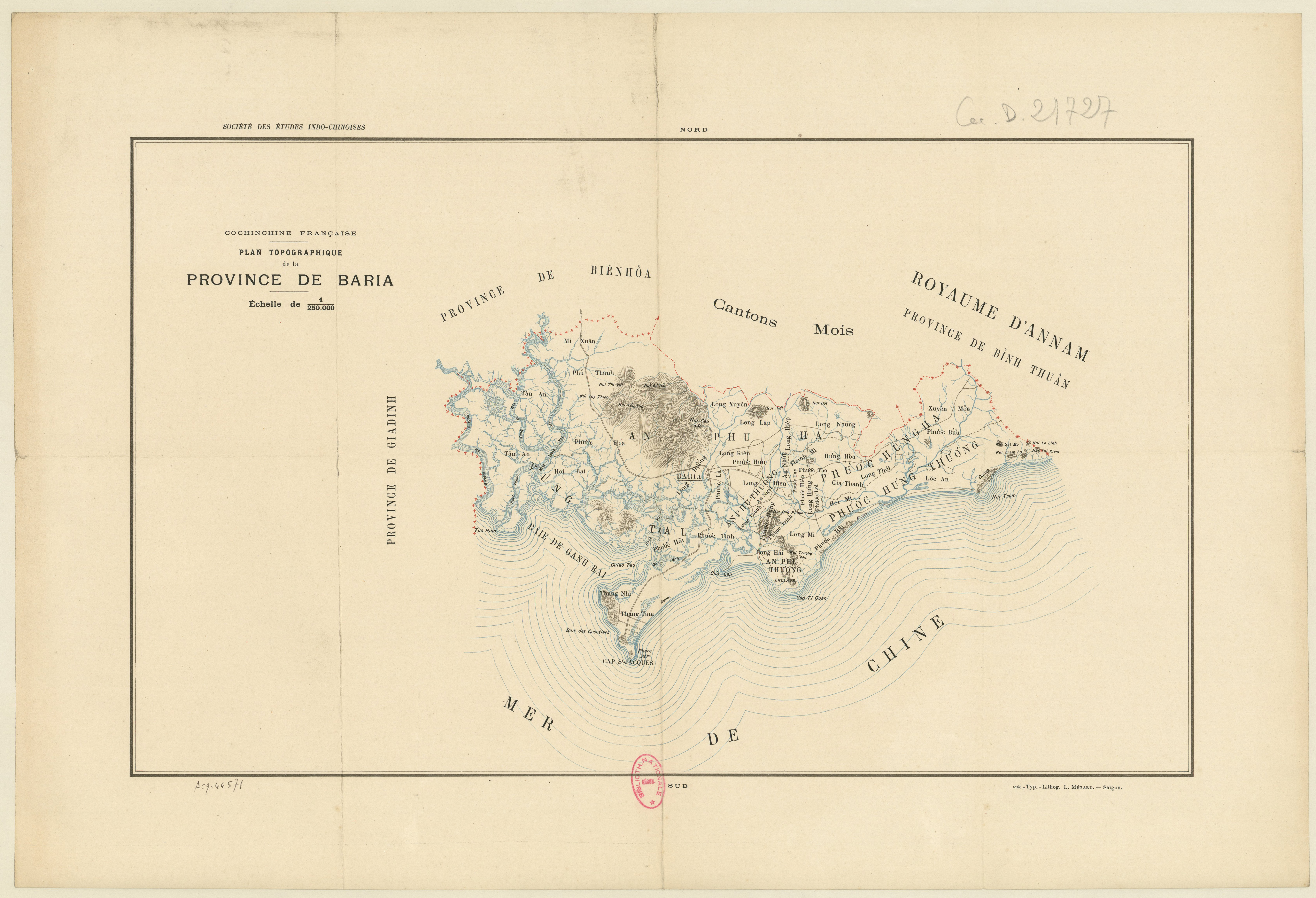
Bản đồ Hạt tham biện Bà Rịa (Province de Ba Ria) năm 1890 cho thấy Vũng Tàu là 1 tổng của hạt này

Ngày 5-01-1876, hạt thanh tra Bà Rịa được đổi thành hạt tham biện Bà Rịa thuộc Khu hành chính Sài Gòn. Hạt tham biện Bà Rịa gồm có 07 tổng và 65 làng.
Năm 1877
Ngày 15-12-1877, chuyển làng Mỹ Xuân và đồn Cầu Thị Vãi từ hạt tham biện Biên Hòa sang trở lại tổng An Phú Hạ, hạt tham biện Bà Rịa. Tổng An Phú Hạ gồm có 15 thôn làng: Long Hiệp, Long Hương, Long Kiên, Long Lập, Long Nhung, Long Xuyên, Mỹ Xuân, Núi Nứa, Phú Thạnh, Phước Hòa, Phước Hữu, Phước Hội, Phước Lễ, Tân An và Thạnh An. Hạt tham biện Bà Rịa gồm có 07 tổng và 66 làng.
Năm 1890
Ngày 7-05-1890, chuyển làng Long Hải thuộc tổng Phước Hưng Thượng sang tổng An Phú Thượng cùng hạt.
- Tổng Phước Hưng Thượng còn lại 08 làng: An Thới, Hội Mỹ, Long Mỹ, Lộc An, Phước Hải, Phước Liễu, Phước Hưng và Phước Trinh.
- Tổng An Phú Thượng gồm có 10 làng: An Ngãi, An Nhứt, Hắc Lăng, Long Điền, Long Hải, Long Thạnh, Phước Tỉnh, Thắng Nhứt, Thắng Nhì và Thắng Tam.
Hạt tham biện Bà Rịa gồm có 07 tổng và 66 làng.
Năm 1891
Ngày 6-03-1891, giải thể làng Thắng Nhứt thuộc tổng An Phú Thượng và sáp nhập vào làng Thắng Tam cùng tổng. Tổng An Phú Thượng còn lại 09 làng: An Ngãi, An Nhứt, Hắc Lăng, Long Điền, Long Hải, Long Thạnh, Phước Tỉnh, Thắng Nhì và Thắng Tam. Hạt tham biện Bà Rịa gồm có 07 tổng và 65 làng.
Năm 1895
Ngày 1-05-1895, thành lập thành phố tự trị Cap Saint Jacques từ hai làng Thắng Nhì và Thắng Tam thuộc tổng An Phú Thượng, hạt tham biện Bà Rịa.
- Tổng An Phú Thượng còn lại 07 làng: An Ngãi, An Nhứt, Hắc Lăng, Long Điền, Long Hải, Long Thạnh và Phước Tỉnh.
- Tổng Phước Hưng Hạ giải thể làng Long Sơn. Tổng Phước Hưng Hạ còn lại 12 làng: Gia Thạnh, Hiệp Hòa, Hưng Hòa, Long Hưng, Long Thới, Phước Bửu, Phước Hiệp, Phước Lợi, Phước Thọ, Phước Tuy, Thạnh Mỹ và Xuyên Mộc.
- Hạt tham biện Bà Rịa gồm có 07 tổng và 62 làng.
Năm 1898
Ngày 29-01-1898, sáp nhập hạt tham biện Bà Rịa với thành phố tự trị Cap Saint Jacques thành hạt tham biện Cap Saint Jacques. Hạt tham biện Cap Saint Jacques gồm có 07 tổng và 64 làng.
Năm 1899
Ngày 14-01-1899, Thống đốc Nam kỳ thành lập tổng Vũng Tàu thuộc hạt tham biện Cap Saint Jacques. Theo đó, tổng Vũng Tàu gồm có 07 làng: Phước Tỉnh, Thắng Nhì, Thắng Tam từ tổng An Phú Thượng; Hội Bài (từ ba ấp: Ngã Tư, Cái Đôi, Ba Gian của làng Long Hương), Núi Nứa, Phước Hội[1], Thạnh An từ tổng An Phú Hạ.
- Tổng An Phú Thượng còn lại 06 làng: An Ngãi, An Nhứt, Hắc Lăng, Long Điền, Long Hải và Long Thạnh.
- Tổng An Phú Hạ còn lại 12 làng: Long Hiệp, Long Hương, Long Kiên, Long Lập, Long Nhung, Long Xuyên, Mỹ Xuân, Phú Thạnh, Phước Hòa, Phước Hữu, Phước Lễ và Tân An.
- Tổng Vũng Tàu: Hội Bài, Núi Nứa, Phước Hội, Phước Tỉnh, Thạnh An, Thắng Nhì và Thắng Tam.
- Hạt tham biện Cap Saint Jacques gồm có 08 tổng và 65 làng.
Ngày 25-11-1899, tái lập hạt tham biện Bà Rịa từ hạt tham biện Cap Saint Jaques, do đó Hội đồng hạt tham biện Cap Saint Jacques chuyển thành hội đồng hạt tham biện Bà Rịa và tiếp tục cho đến hết nhiệm kỳ. Đồng thời, chuyển làng Phước Tỉnh thuộc tổng Vũng Tàu về tổng An Phú Thượng; chuyển bốn làng Hội Bài, Núi Nứa, Phước Hội, Thạnh An thuộc tổng Vũng Tàu về tổng An Phú Hạ. Hạt tham biện Bà Rịa gồm có 07 tổng và 63 làng.

##### Tỉnh Bà Rịa (1899 – 1956)
Năm 1899
Ngày 20-12-1899, Hạt tham biện Bà Rịa đổi tên thành tỉnh Bà Rịa. Tỉnh Bà Rịa gồm có 07 tổng và 63 làng.
Năm 1905
Ngày 1-04-1905, giải thể thành phố tự trị Cap Saint Jacques và sáp nhập vào tỉnh Bà Rịa; đồng thời cải thành Đại lý hành chính (Délégation) Vũng Tàu.
Ngày 2-09-1905, chia tổng An Phú Hạ thuộc tỉnh Bà Rịa thành 02 tổng là An Phú Hạ và An Phú Tân, lấy sông Dinh làm ranh giới tự nhiên. Đồng thời, giải thể thôn Tân An và sáp nhập vào thôn Thạnh An cùng tổng.
- Tổng An Phú Hạ gồm có 08 làng: Long Hiệp, Long Kiên, Long Lập, Long Nhung, Long Xuyên, Phước Hòa, Phước Hữu và Phước Lễ.
- Tổng An Phú Tân gồm có 07 làng: Hội Bài, Núi Nứa, Long Hương, Mỹ Xuân, Phú Thạnh, Phước Hội và Thạnh An
Ngày 7-11-1905, tỉnh Bà Rịa tiếp nhận tổng Khánh Nhơn với ba làng: Hưng Nhơn, Nhu Lâm, Thừa Tích từ tỉnh Bình Thuận (Trung kỳ). Nguyên trước ba làng này thuộc huyện Long Khánh cũ. Tỉnh Bà Rịa gồm có Đại lý hành chính Vũng Tàu, 09 tổng và 67 làng.
Năm 1909
Ngày 7-12-1909, chuyển ấp Thắng Nhứt của làng Thắng Tam thành làng Thắng Nhứt. Đại lý hành chính Vũng Tàu gồm có 03 làng: Thắng Nhứt, Thắng Nhì và Thắng Tam.
Ngày 30-12-1909, sáp nhập hai tổng Khánh Nhơn và Long Xương thành tổng Nhơn Xương; sáp nhập hai tổng Long Cơ và An Trạch thành tổng Cơ Trạch. Đồng thời:
- Giải thể hai làng Anh Mao và Hương Sa thuộc tổng Nhơn Xương.
- Chuyển làng Xuân Khai thuộc tổng Nhơn Xương sang thuộc tổng Phước Hưng Hạ.
- Chuyển ba làng: Cù Mỵ, Lâm Xuân, Xuân Sơn thuộc tổng Nhơn Xương sang thuộc tổng Cơ Trạch.
- Chuyển làng Trịnh Ba thuộc tổng Cơ Trạch sang thuộc tổng Nhơn Xương.
Như vậy lúc này:
- Tổng Phước Hưng Hạ gồm có 13 thôn làng: Gia Thạnh, Hiệp Hòa, Hưng Hòa, Long Hưng, Long Thới, Phước Bửu, Phước Hiệp, Phước Lợi, Phước Thọ, Phước Tuy, Thạnh Mỹ, Xuân Khai và Xuyên Mộc.
- Tổng Cơ Trạch gồm có 15 làng: Bằng La, Bình Ba, Bình Giã, Cù Bị, Cù Mỵ, Cụ Khánh, Điền Giã, Hắc Dịch, La Sơn, La Vân, Lâm Xuân, Ngãi Giao, Phước Chỉ, Quảng Giao và Xuân Sơn.
- Tổng Nhơn Xương còn lại 05 làng: Hưng Nhơn, Nhu Lâm, Thanh Tỏa. Thừa Tích và Trịnh Ba.
- Tỉnh Bà Rịa gồm có Đại lý hành chính Vũng Tàu, 07 tổng và 66 làng.
Năm 1910
Tỉnh Bà Rịa năm 1910 gồm có Đại lý hành chính Vũng Tàu và 07 tổng: An Phú Thượng, An Phú Hạ, An Phú Tân, Phước Hưng Thượng, Phước Hưng Hạ, Cơ Trạch và Nhơn Xương với 66 làng.
Năm 1916
Ngày 5-12-1916, sáp nhập ấp Gò Sam của làng Phước Tỉnh thuộc tổng An Phú Thượng vào làng Phước Hội thuộc tổng An Phú Tân cùng tỉnh. Tỉnh Bà Rịa gồm có Đại lý hành chính Vũng Tàu, 07 tổng và 66 làng.
Năm 1919
Ngày 7-05-1919, thành lập quận Xuyên Mộc, quận lỵ tại Xuyên Mộc, địa bàn từ sông Ray đến ranh giới Trung kỳ.
Ngày 22-12-1919, thành lập hai làng Phước An và Long Hòa. Cụ thể như sau:
- Tổng Phước Hưng Thượng: nhập hai làng Phước Liễu và An Thới thành làng Phước An. Tổng Phước Hưng Thượng còn lại 07 làng: Hội Mỹ, Long Mỹ, Lộc An, Phước An, Phước Hải, Phước Hưng và Phước Trinh.
- Tổng Phước Hưng Hạ: nhập hai làng Long Hưng và Hiệp Hòa thành làng Long Hòa. Tổng Phước Hưng Hạ còn lại 12 làng: Gia Thạnh, Hưng Hòa, Long Hòa, Long Thới, Phước Bửu, Phước Hiệp, Phước Lợi, Phước Thọ, Phước Tuy, Thạnh Mỹ, Xuân Khai và Xuyên Mộc.
Tỉnh Bà Rịa gồm có Đại lý hành chính Vũng Tàu, quận Xuyên Mộc, 07 tổng và 64 làng.
Năm 1921
Ngày 16-12-1921, giải thể quận Xuyên Mộc. Tỉnh Bà Rịa gồm có Đại lý hành chính Vũng Tàu, 07 tổng và 64 làng.
Năm 1923
Ngày 29-11-1923, nhập làng Phước Hải thuộc tổng Phước Hưng Thượng vào làng Long Hương thuộc tổng An Phú Tân. Đồng thời, sáp nhập làng Long Hải thuộc tổng An Phú Thượng vào làng Long Thạnh cùng tổng.
- Tổng An Phú Thượng còn lại 06 làng: An Ngãi, An Nhứt, Hắc Lăng, Long Điền, Long Thạnh và Phước Tỉnh.
- Tổng An Phú Tân gồm có 07 làng: Hội Bài, Núi Nứa, Long Hương, Mỹ Xuân, Phú Thạnh, Phước Hội và Thạnh An.
- Tổng Phước Hưng Thượng còn lại 06 làng: Hội Mỹ, Long Mỹ, Lộc An, Phước An, Phước Hưng và Phước Trinh.
- Tỉnh Bà Rịa gồm có Đại lý hành chính Vũng Tàu, 07 tổng và 62 làng.
Năm 1927
Ngày 11-02-1927, tái lập quận Xuyên Mộc gồm ba tổng: Phước Hưng Thượng, Phước Hưng Hạ và Nhơn Xương với 23 làng:
- Tổng Phước Hưng Thượng gồm có 06 làng: Hội Mỹ, Long Mỹ, Lộc An, Phước An, Phước Hưng và Phước Trinh.
- Tổng Phước Hưng Hạ gồm có 12 làng: Gia Thạnh, Hưng Hòa, Long Hòa, Long Thới, Phước Bửu, Phước Hiệp, Phước Lợi, Phước Thọ, Phước Tuy, Thạnh Mỹ, Xuân Khai và Xuyên Mộc.
- Tổng Nhơn Xương có 05 làng: Hưng Nhơn, Nhu Lâm, Thanh Tỏa. Thừa Tích và Trịnh Ba.
Tỉnh Bà Rịa gồm có Đại lý hành chính Vũng Tàu, quận Xuyên Mộc, 07 tổng và 62 làng.
Năm 1928
Ngày 7-05-1928, giải thể làng Phước Hội thuộc tổng An Phú Tân. Đồng thời, chuyển làng Phước Hòa thuộc tổng An Phú Hạ sang thuộc tổng An Phú Tân.
Ngày 5-07-1928, thành lập quận Châu Thành dưới quyền một Đốc phủ sứ, gồm các tổng: An Phú Tân, An Phú Thượng, An Phú Hạ và Cơ Trạch với 35 làng.
- Tổng An Phú Thượng gồm có 06 làng: An Ngãi, An Nhứt, Hắc Lăng, Long Điền, Long Thạnh và Phước Tỉnh.
- Tổng An Phú Hạ gồm có 07 làng: Long Hiệp, Long Kiên, Long Lập, Long Nhung, Long Xuyên, Phước Hữu và Phước Lễ.
- Tổng An Phú Tân gồm có 07 làng: Hội Bài, Núi Nứa, Long Hương, Mỹ Xuân, Phú Thạnh, Phước Hòa và Thạnh An.
- Tổng Cơ Trạch gồm có 15 làng: Bằng La, Bình Ba, Bình Giã, Cù Bị, Cù Mỵ, Cụ Khánh, Điền Giã, Hắc Dịch, La Sơn, La Vân, Lâm Xuân, Ngãi Giao, Phước Chỉ, Quảng Giao và Xuân Sơn.
Tỉnh Bà Rịa gồm có Đại lý hành chính Vũng Tàu, 02 quận, 07 tổng và 61 làng.
Năm 1929
Ngày 30-04-1929, chuyển Đại lý hành chính Vũng Tàu thành tỉnh Cap Saint Jacques. Tỉnh Bà Rịa gồm có 02 quận, 07 tổng và 58 làng.
Năm 1931
Ngày 10-10-1931, tái lập lại làng Phước Hải thuộc tổng Phước Hưng Thượng từ làng Long Hương thuộc tổng An Phú Tân; đồng thời, tái lập làng Long Hải thuộc tổng An Phú Thượng từ làng Long Thạnh cùng tổng.
- Tổng Phước Hưng Thượng thuộc quận Xuyên Mộc gồm có 07 làng: Hội Mỹ, Long Mỹ, Lộc An, Phước An, Phước Hải, Phước Hưng và Phước Trinh. Quận Xuyên Mộc gồm có 03 tổng và 24 làng.
- Tổng An Phú Thượng thuộc quận Châu Thành gồm có 07 làng: An Ngãi, An Nhứt, Hắc Lăng, Long Điền, Long Hải, Long Thạnh và Phước Tỉnh. Quận Châu Thành gồm có 04 tổng và 36 làng.
Tỉnh Bà Rịa gồm có 02 quận, 07 tổng và 60 làng.
Năm 1932
Ngày 28-12-1932, Thống Đốc Nam Kỳ cải biến làng Long Hải thuộc tổng An Phú Thượng, quận Phước Lễ thành trung tâm thị tứ (Centre Urbain) hạng 3.
Năm 1933
Ngày 6-11-1933, thành lập làng Long Tân và làng Thới Hòa. Cụ thể như sau:
- Tổng An Phú Hạ thuộc quận Châu Thành: sáp nhập hai làng Long Hiệp và Long Nhung thành làng Long Tân. Tổng An Phú Hạ còn lại 06 làng: Long Kiên, Long Lập, Long Tân, Long Xuyên, Phước Hữu và Phước Lễ.
- Tổng Phước Hưng Hạ thuộc quận Xuyên Mộc: sáp nhập hai làng Long Thới và Hưng Hòa thành làng Thới Hòa. Tổng Phước Hưng Hạ còn lại 11 làng: Gia Thạnh, Long Hòa, Phước Bửu, Phước Hiệp, Phước Lợi, Phước Thọ, Phước Tuy, Thạnh Mỹ, Thới Hòa, Xuân Khai và Xuyên Mộc.
Như vậy lúc này:
- Quận Phước Lễ gồm có 04 tổng và 35 làng.
- Quận Xuyên Mộc gồm có 03 tổng và 23 làng.
- Tỉnh Bà Rịa gồm có 02 quận, 07 tổng và 58 làng.
Năm 1934
Ngày 22-01-1934, giải thể quận Xuyên Mộc và quận Châu Thành. Đồng thời, thành lập quận Long Điền thuộc tỉnh Bà Rịa gồm tất cả các tổng của 02 quận này.
- Thành lập tổng Phước Hưng Trung gồm 05 làng (Gia Thạnh, Long Hòa, Phước Hiệp, Phước Lợi và Thới Hòa) từ tổng Phước Hưng Hạ cùng quận. Tổng Phước Hưng Hạ còn lại 06 làng: Phước Bửu, Phước Thọ, Phước Tuy, Thạnh Mỹ, Xuân Khai và Xuyên Mộc.
- Thành lập hai làng Phú Thạnh và Mỹ Xuân thành làng Phú Mỹ thuộc tổng An Phú Tân. Tổng An Phú Tân còn lại 06 làng: Hội Bài, Núi Nứa, Long Hương, Phú Mỹ, Phước Hòa và Thạnh An.
- Quận Long Điền gồm có 08 tổng và 57 làng.
Ngày 27-11-1934, hạ tỉnh Cap Saint Jaques thành thị xã (commune). Các làng Thắng Nhứt, Thắng Nhì và Thắng Tam thành ba khu phố. Đồng thời:
- Thành lập làng Long Phước thuộc tổng An Phú Hạ từ hai làng Long Lập và Phước Hữu cùng tổng. Tổng An Phú Hạ còn lại 05 làng: Long Kiên, Long Phước, Long Tân, Long Xuyên và Phước Lễ.
- Thành lập làng Tam Phước thuộc tổng Phước Hưng Thượng từ ba làng Phước An, Phước Hưng và Phước Trinh. Tổng Phước Hưng Thượng còn lại 05 làng: Hội Mỹ, Long Mỹ, Lộc An, Phước Hải và Tam Phước.
- Tỉnh Bà Rịa gồm có thị xã Cap Saint Jacques, quận Long Điền, 08 tổng, 03 khu phố và 54 làng.
Năm 1939
Ngày 10-08-1939, đổi tên làng Núi Nứa thuộc tổng An Phú Tân thành làng Sơn Long. Tỉnh Bà Rịa gồm có thị xã Cap Saint Jacques, quận Long Điền, 08 tổng, 03 khu phố và 54 làng.

#### Vũng Tàu (1895 – 1945)

##### Thành phố Cap Saint Jacques (1895 – 1898)
Ngày 1-05-1895, thành lập thành phố tự trị (commune autonome) Cap Saint Jacques từ vùng châu thành Cap Saint Jacques tức địa bàn ba làng: Thắng Nhứt, Thắng Nhì và Thắng Tam của tổng An Phú Thượng.

##### Hạt tham biện Cap Saint Jacques (1898 – 1899)
Ngày 29-01-1898, sáp nhập thành phố tự trị Cap Saint Jaqcues với hạt tham biện Bà Rịa thành hạt tham biện Cap Saint Jaques. Hạt tham biện Cap Saint Jacques gồm có thành phố Cap Saint Jacques, 08 tổng và 65 làng.
Ngày 14-01-1899, giải thể thành phố tự trị Cap Saint Jacques và đổi thành tổng Vũng Tàu gồm có 07 làng: Thắng Nhì, Thắng Tam, Phước Tỉnh, Phước Hội, Núi Nứa, Thạnh An, Hội Bài.

##### Thành phố Cap Saint Jacques (1899 – 1905)
Ngày 25-11-1899, tái lập thành phố tự trị Cap Saint Jacques từ hai làng Thắng Nhì và Thắng Tam của tổng Vũng Tàu.

##### Đại lý hành chính Vũng Tàu (1905 – 1929)
Ngày 1-04-1905, giải thể thành phố tự trị Cap Saint Jacques và sáp nhập vào tỉnh Bà Rịa; đồng thời cải thành Đại lý hành chính (Délégation) Vũng Tàu.
Ngày 7-12-1909, chuyển ấp Thắng Nhứt của làng Thắng Tam thành làng Thắng Nhứt. Đại lý hành chính Vũng Tàu gồm ba làng trực thuộc: Thắng Nhứt, Thắng Nhì và Thắng Tam.

##### Tỉnh Cap Saint Jacques (1929 – 1934)
Ngày 30-04-1929, chuyển Đại lý hành chính Vũng Tàu thành tỉnh Cap Saint Jacques.

##### Thị xã Cap Saint Jacques (1934 – 1947)
Ngày 27-11-1934, hạ tỉnh Cap Saint Jacques thành thị xã (commune). Các làng Thắng Nhứt, Thắng Nhì và Thắng Tam thành ba khu phố.
Ngày 10-02-1939, chia địa bàn thị xã Cap Saint Jacques thành hai vùng nội thị và ngoại thị, từ khu vực 1 đến khu vực 5 thuộc nội thị, khu vực 6 thuộc ngoại thị.

#### Côn Đảo (1861 – 1945)

##### Côn Lôn thuộc Vĩnh Long (1861 – 1882)

###### Năm 1861
Tháng 4-1861, Pháp đánh chiếm tỉnh Định Tường, đồng thời Pháp khẩn cấp đặt vấn đề chiếm đóng Côn Đảo vì sợ Anh chiếm mất vị trí chiến lược quan trọng này.
Ngày 28-11-1861, Pháp tuyên cáo chủ quyền tại Côn Đảo thuộc tỉnh Vĩnh Long sau khi chiếm Côn Đảo và thượng cờ Pháp.

###### Năm 1862
Ngày 14-01-1862, chiếc tàu chở hàng Nievre đưa một số nhân viên ra đảo. Những người này có nhiệm vụ tìm vị trí thuận lợi dựng tạm hải đăng Côn Đảo nhằm chống chế nếu có nước nào phản kháng hành động tuyên bố chủ quyền.
Ngày 1-02-1862, Louis Adolphe Bonard ký quyết định thành lập nhà tù Côn Đảo, từ đó biến Côn Lôn thành nơi giam giữ những người tù chính trị Việt Nam với hệ thống chuồng cọp nổi tiếng.
Ngày 5-06-1862, chủ quyền đảo Côn Lôn tức Côn Đảo được bàn giao cho Pháp theo Hòa ước Nhâm Tuất.

##### Quận Côn Lôn thuộc Nam kỳ (1882 – 1956)
Ngày 16-05-1882, Tổng thống Pháp Jules Grévy ký sắc lệnh công nhận quần đảo Côn Lôn là một quận thuộc Nam Kỳ.

## Giai đoạn 1945 - 1975
Ngày 09 tháng 2 năm 1946, quân Pháp chiếm Bà Rịa và Vũng Tàu.
Năm 1947, tái lập tỉnh Vũng Tàu.
Năm 1954, thành lập quận Xuyên Mộc.
Năm 1956:
1. Thành lập tỉnh Phước Tuy từ tỉnh Bà Rịa và tỉnh Vũng Tàu; Tỉnh lỵ tại làng Phước Lễ, tổng An Phú Hạ, quận Châu Thành.
2. Thành lập tỉnh Côn Đảo.

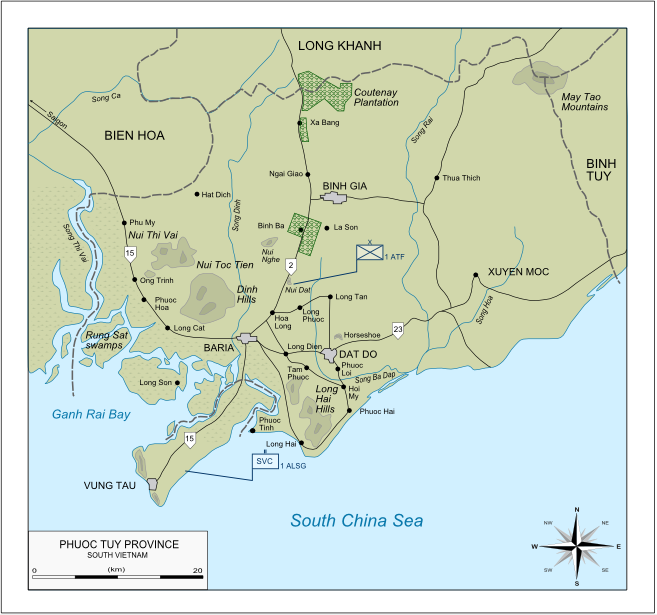
Bản đồ tỉnh Phước Tuy

Tỉnh Phước Tuy gồm 6 quận, 8 tổng và 39 xã.
1. Quận Châu Thành có 3 tổng:
- Tổng An Phú Hạ gồm 3 xã: Hòa Long, Long Phước Và Phước Lễ
- Tổng An Phú Tân gồm 4 xã: Long Hương, Long Sơn, Phú Mỹ và Phước Hòa
- Tổng Cơ Trạch gồm 4 xã: Ngãi Giao, Bình Giã, Bình Ba và Hắc Dịch.

2. Quận Xuyên Mộc có 1 tổng:
- Tổng Nhơn Xương gồm 5 xã: Bình Châu, Phước Bửu, Thừa Tích, Xuyên Mộc.

3. Quận Long Điền có 1 tổng: 
- Tổng An Phú Thượng gồm 6 xã: Long Điền, An Ngãi, An Nhứt, Tam Phước, Phước Tỉnh và Long Hải.

4. Quận Đất Đỏ có 3 tổng:
- Tổng Phước Hưng Thượng gồm 3 xã: Hội Mỹ, Long Mỹ và Phước Hải
- Tổng Phước Hưng Trung gồm 2 xã: Phước Hòa Long và Phước Thọ
- Tổng Phước Hưng Hạ gồm 3 xã: Long Tân, Phước Lợi và Phước Thạnh.

5. Quận Vũng Tàu gồm 5 xã: Thắng Nhất, Thắng Nhì, Thắng Tam, Rạch Dừa và Phước Cơ.
6. Quận Cần Giờ gồm 6 xã.
Năm 1958, nhập quận Đất Đỏ vào quận Long Điền.
Năm 1959:
1. Tách 2 quận là Cần Giờ và Quảng Xuyên cho tỉnh Biên Hoà
2. Tái lập quận Đất Đỏ.

Năm 1961, thành lập quận Đức Thạnh từ 4 xã: Ngãi Giao, Bình Ba, Bình Giã và Hắc Dịch của tổng Cơ Trạch, quận Châu Thành.
Năm 1962, đổi quận Châu Thành thành quận Long Lễ.
Năm 1964:
1. Nhập xã Hội Bài, quận Long Lễ vào Quận Đức Thạnh
2. Thành lập thị xã Vũng Tàu trực thuộc Trung ương.

Năm 1965:
1. Nhập xã Nhu Lâm, quận Xuyên Mộc vào xã Xuyên Mộc.
2. Đặt Côn Đảo trực thuộc Trung ương.

Năm 1972, tách đất xã Hắc Dịch và xã Bình Ba thành lập xã Quãng Phước, quận Đức Thạnh.
Năm 1973, nhập quần đảo Trường Sa vào xã Phước Hải, quận Đất Đỏ.
Năm 1974, lập phường Phước Hải thuộc thị xã Vũng Tàu.
Ngày 26 tháng 4 năm 1975: Sư đoàn Sao Vàng (Sư đoàn 3) nổ súng vào tiểu khu Phước Tuy, Trung tâm Huấn luyện Quốc gia Vạn Kiếp, mở màn cuộc tấn công giải phóng Bà Rịa – Vũng Tàu.
Ngày 27 tháng 4 năm 1975: Xuyên Mộc và xã đảo Long Sơn hoàn toàn được giải phóng.
Ngày 30 tháng 4 năm 1975: Đúng 13h, thành phố Vũng Tàu được hoàn toàn giải phóng.

## Giai đoạn sau 1975 - nay
Năm 1975: Thành lập tỉnh Đồng Nai từ tỉnh Biên Hoà, Long Khánh, Phước Tuy, một phần đất tỉnh Bình Tuy.
Tháng 9 năm 1976, lập huyện Côn Đảo thuộc Thành phố Hồ Chí Minh.
Tháng 1 năm 1977, chuyển huyện Côn Đảo sang thuộc tỉnh Hậu Giang.

### Đặc khu Vũng Tàu - Côn Đảo
Năm 1979, thành lập đặc khu Vũng Tàu – Côn Đảo trên cơ sở thị xã Vũng Tàu, xã Long Sơn huyện Châu Thành, Đồng Nai và huyện Côn Đảo, tỉnh Hậu Giang.

### Tỉnh Bà Rịa – Vũng Tàu
Năm 1980, chuyển xã Tân Lập thuộc huyện Xuyên Mộc về huyện Châu Thành quản lý (nay là hai xã Sông Ray và Lâm San thuộc huyện Cẩm Mỹ của tỉnh Đồng Nai).
Năm 1982:
- Thành lập thị trấn Bà Rịa từ xã Phước Lễ
- Chia xã Phú Mỹ thành hai xã lấy tên là xã Phú Mỹ và xã Mỹ Xuân
- Chia xã Phước Hoà thành hai xã lấy tên là xã Phước Hoà và xã Hội Bài
- Thành lập xã kinh tế mới lấy tên là xã Châu Pha trên cơ sở sáp nhập một phần đất của xã Hắc Dịch và một phần đất của xã Long Hương có tổng diện tích tự nhiên 4.100 hécta (huyện Châu Thành)
- Chuyển xã Tân Lập về huyện Xuân Lộc quản lý (nay là hai xã Sông Ray và Lâm San thuộc huyện Cẩm Mỹ của tỉnh Đồng Nai).

Năm 1984:
- Chia xã Phước Bửu thành hai xã lấy tên là xã Phước Bửu và xã Phước Tân (huyện Xuyên Mộc)
- Thành lập thị trấn Long Điền (huyện Long Đất) từ xã Long Điền và thị trấn Long Hải (huyện Long Đất) từ xã Long Hải.

Năm 1985:
- Chia xã Ngãi Giao thành 4 xã lấy tên là xã Kim Long, xã Xà Bang, xã Láng Lớn và xã Ngãi Giao
- Chia xã Suối Nghệ thành 2 xã lấy tên là xã Nghĩa Thành và xã Suối Nghệ (huyện Châu Thành).

Năm 1991:
- Thành lập tỉnh Bà Rịa – Vũng Tàu từ 3 huyện Châu Thành, Long Đất và Xuyên Mộc thuộc tỉnh Đồng Nai và Đặc Khu Vũng Tàu - Côn Đảo.[12]
- Tỉnh Bà Rịa – Vũng Tàu khi đó gồm: Thành phố Vũng Tàu (tỉnh lỵ), các huyện: Châu Thành, Long Đất, Xuyên Mộc và Côn Đảo.

Năm 1994:
- Thành lập thị xã Bà Rịa trên cơ sở thị trấn Bà Rịa (trừ 800 héc ta diện tích tự nhiên của thôn Phước Tân sáp nhập với xã Châu Pha thuộc huyện Tân Thành), xã Long Hương, xã Hoà Long (trừ ấp Sông Cầu và 990 héc ta diện tích tự nhiên sáp nhập với xã Nghĩa Thành thuộc huyện Châu Đức), xã Long Phước (trừ ấp Phước Trung và 1.463 héc ta diện tích tự nhiên sáp nhập với khu kinh tế mới Đá Bạc thuộc huyện Châu Đức) và 100 héc ta diện tích tự nhiên với 700 nhân khẩu của ấp Long An thuộc thị trấn Long Điền (huyện Long Đất)
- Giải thể thị trấn Bà Rịa để thành lập 5 phường: Phước Hưng, Phước Hiệp, Phước Nguyên, Long Toàn, Phước Trung (thị xã Bà Rịa)
- Thành lập huyện Tân Thành trên cơ sở các xã Phú Mỹ, Hội Bài, Phước Hoà, Xuân Mỹ, Hắc Dịch, Châu Pha, khu kinh tế mới Tóc Tiên và 800 héc ta diện tích tự nhiên của thôn Phước Tân, thị trấn Bà Rịa cũ của huyện Châu Thành
  - Thành lập thị trấn Phú Mỹ trên cơ sở xã Phú Mỹ
  - Thành lập xã Sông Xoài trên cơ sở diện tích tự nhiên: 2.620 ha, nhân khẩu 7.361 của xã Hắc Dịch, bao gồm các ấp Sông Xoài 1, Sông Xoài 2, ấp 3
  - Thành lập xã Tóc Tiên trên cơ sở khu kinh tế mới Tóc Tiên, có diện tích tự nhiên 3.447 ha, nhân khẩu 2.253 (huyện Tân Thành)
- Thành lập huyện Châu Đức trên cơ sở các xã Ngãi Giao, Nghĩa Thành, Bình Ba, Suối Nghệ, Xuân Sơn, Bình Giã, Kim Long, Xà Bang, Láng Lớn, khu kinh tế mới Suối Rao, Đá Bạc và 990 ha diện tích tự nhiên với 1.700 nhân khẩu của ấp Sông Cầu thuộc xã Hoà Long; 1.463 ha diện tích tự nhiên với 800 nhân khẩu của ấp Phước Trung thuộc xã Long Phước (phần còn lại của huyện Châu Thành cũ)
  - Thành lập thị trấn Ngãi Giao trên cơ sở xã Ngãi Giao
  - Thành lập xã Suối Rao trên cơ sở khu kinh tế mới Suối Rao có diện tích tự nhiên: 2.938 ha, nhân khẩu: 1.381
  - Thành lập xã Đá Bạc trên cơ sở khu kinh tế mới Đá Bạc có diện tích tự nhiên: 4.710 ha, nhân khẩu: 3.139
  - Chia xã Kim Long thành xã Kim Long và xã Quảng Thành (huyện Châu Đức).

Năm 1995:
- Thành lập xã Lộc An trên có sở: 
  - Tách 461,7 hécta diện tích tự nhiên và 1.461 nhân khẩu của xã Phước Hải
  - Tách 1.181,8 hécta diện tích tự nhiên và 512 nhân khẩu của xã Phước Long Hội
  - Tách 176,7 hécta diện tích tự nhiên của xã Láng Dài (huyện Long Đất)
- Chia xã Phước Bửu thành thị trấn Phước Bửu và xã Phước Thuận (huyện Xuyên Mộc).

Năm 1999:
- Chia xã Tam An thành hai xã Tam Phước và An Nhứt
- Thành lập xã Phước Hưng trên cơ sở 854,26 ha diện tích tự nhiên và 9.700 nhân khẩu của xã Phước Tỉnh
- Chia xã Phước Long Hội thành hai xã Phước Hội và Long Mỹ (huyện Long Đất)
- Chia xã Bình Giã thành xã Bình Giã và xã Bình Trung
- Chia xã Xuân Sơn thành xã Xuân Sơn và xã Sơn Bình (huyện Châu Đức).

Năm 2002:
- Chia phường 11 thành phường 11 và phường 12 (thành phố Vũng Tàu)
- Chia xã Long Hương thành phường Long Hương và phường Kim Dinh (thị xã Bà Rịa)
- Chia xã Láng Lớn thành xã Láng Lớn và xã Cù Bị (huyện Châu Đức)
- Chia xã Bàu Lâm thành xã Bàu Lâm và xã Tân Lâm (huyện Xuyên Mộc).

Năm 2003:
- Chia phường 9 thành phường 9 và phường Thắng Nhất (thành phố Vũng Tàu)
- Chia xã Hội Bài thành xã Tân Hải và xã Tân Hòa
- Chia xã Phước Hòa thành xã Phước Hòa và xã Tân Phước (huyện Tân Thành)
- Chia huyện Long Đất thành 2 huyện: Long Điền và Đất Đỏ:
  - Huyện Đất Đỏ có 8 xã: Láng Dài, Lộc An, Long Mỹ, Long Tân, Phước Hải, Phước Hội, Phước Long Thọ, Phước Thạnh
  - Huyện Long Điền có 2 thị trấn: Long Hải, Long Điền và 5 xã: An Ngãi, An Nhứt, Phước Hưng, Phước Tỉnh, Tam Phước.

Năm 2004:
- Chia phường 2 thành phường 2 và phường Thắng Tam
- Chia phường 8 thành phường 8 và phường Nguyễn An Ninh
- Chia phường 10 thành phường 10 và phường Rạch Dừa (thành phố Vũng Tàu)
- Thành lập xã Bàu Chinh từ một phần thị trấn Ngãi Giao và xã Kim Long (huyện Châu Đức).

Năm 2005:
- Chia phường Phước Hưng thành phường Phước Hưng và xã Tân Hưng
- Chia phường Long Toàn thành phường Long Toàn và phường Long Tâm (thị xã Bà Rịa).

Năm 2006:
- Chuyển xã Phước Thạnh thành thị trấn Đất Đỏ
- Chuyển xã Phước Hải thành thị trấn Phước Hải (huyện Đất Đỏ).

Năm 2012, dời tỉnh lỵ của tỉnh Bà Rịa – Vũng Tàu từ thành phố Vũng Tàu về thị xã Bà Rịa và chuyển thị xã Bà Rịa thành thành phố Bà Rịa.
Năm 2014, đổi tên phường 6 thuộc thành phố Vũng Tàu thành phường Thắng Nhì.
Năm 2018, chuyển huyện Tân Thành thành thị xã Phú Mỹ; đồng thời chuyển 1 thị trấn và 4 xã thuộc huyện Tân Thành cũ thành 5 phường có tên tương ứng trực thuộc thị xã Phú Mỹ.
Năm 2024, sáp nhập huyện Long Điền và huyện Đất Đỏ để tái lập huyện Long Đất; hợp nhất và thành lập một số xã, phường, thị trấn thuộc thành phố Bà Rịa và các huyện Châu Đức, Long Đất.
- Tái lập huyện Long Đất trên cơ sở toàn bộ huyện Long Điền và huyện Đất Đỏ. Huyện Long Đất có 267,42 km² diện tích tự nhiên và quy mô dân số là 241.501 người.
- Sắp xếp các đơn vị hành chính cấp xã thuộc huyện Long Đất:
  - Thành lập xã Tam An trên cơ sở toàn bộ xã An Nhứt, xã An Ngãi và xã Tam Phước. Xã Tam An có 37,12 km² diện tích tự nhiên và quy mô dân số là 22.633 người.
  - Sáp nhập toàn bộ xã Lộc An vào xã Phước Hội. Xã Phước Hội có 40,82 km² diện tích tự nhiên và quy mô dân số là 12.395 người.
  - Sáp nhập toàn bộ xã Long Mỹ vào thị trấn Phước Hải. Thị trấn Phước Hải có 28,92 km² diện tích tự nhiên và quy mô dân số là 30.545 người.
  - Sau khi sắp xếp, huyện Long Đất có 11 đơn vị hành chính cấp xã, gồm 7 xã: Láng Dài, Long Tân, Phước Hội, Phước Hưng, Phước Long Thọ, Phước Tỉnh, Tam An và 4 thị trấn: Đất Đỏ, Long Điền, Long Hải, Phước Hải.
- Sắp xếp các đơn vị hành chính cấp xã thuộc thành phố Bà Rịa:
  - Sáp nhập toàn bộ phường Phước Hiệp vào phường Phước Trung. Phường Phước Trung có 7,19 km² diện tích tự nhiên và quy mô dân số là 17.437 người.
  - Sau khi sắp xếp, thành phố Bà Rịa có 10 đơn vị hành chính cấp xã, gồm 7 phường và 3 xã.
- Thành lập thị trấn thuộc huyện Châu Đức:
  - Thành lập thị trấn Kim Long trên cơ sở toàn bộ 22,12 km² diện tích tự nhiên và quy mô dân số là 15.112 người của xã Kim Long.
  - Sau khi thành lập thị trấn, huyện Châu Đức có 16 đơn vị hành chính cấp xã, gồm 14 xã và 2 thị trấn.

Tỉnh Bà Rịa – Vũng Tàu có 7 đơn vị hành chính cấp huyện, gồm 4 huyện, 1 thị xã và 2 thành phố; 77 đơn vị hành chính cấp xã, gồm 42 xã, 28 phường và 7 thị trấn.
Ngày 15 tháng 1 năm 2025, Ủy ban Thường vụ Quốc hội ban hành Nghị quyết số 1365/NQ-UBTVQH15 về việc thành lập các phường thuộc thị xã Phú Mỹ và thành lập thành phố Phú Mỹ thuộc tỉnh Bà Rịa – Vũng Tàu (nghị quyết có hiệu lực từ ngày 1 tháng 3 năm 2025). Theo đó:
- Thành lập phường Tân Hòa trên cơ sở toàn bộ 29,46 km² diện tích tự nhiên và quy mô dân số là 16.457 người của xã Tân Hòa.
- Thành lập phường Tân Hải trên cơ sở toàn bộ 22,11 km² diện tích tự nhiên và quy mô dân số là 19.301 người của xã Tân Hải.
- Thành lập thành phố Phú Mỹ trên cơ sở toàn bộ 333,02 km² diện tích tự nhiên và quy mô dân số là 287.055 người của thị xã Phú Mỹ.
- Sau khi thành lập, thành phố Phú Mỹ có 10 đơn vị hành chính cấp xã, bao gồm 7 phường: Hắc Dịch, Mỹ Xuân, Phú Mỹ, Phước Hòa, Tân Hải, Tân Hòa, Tân Phước và 3 xã: Châu Pha, Sông Xoài, Tóc Tiên.

Tỉnh Bà Rịa – Vũng Tàu có 7 đơn vị hành chính cấp huyện, bao gồm 4 huyện và 3 thành phố; 77 đơn vị hành chính cấp xã, bao gồm 40 xã, 30 phường và 7 thị trấn.

### Các đơn vị hành chính
Bà Rịa – Vũng Tàu là một tỉnh của Việt Nam, tính đến ngày 1 tháng 1 năm 2025 toàn tỉnh được chia thành 7 đơn vị hành chính cấp huyện, trong đó có 2 thành phố, 1 thị xã và 4 huyện. Tổng diện tích toàn tỉnh là 1.989,5 km² với dân số được thống kê theo cuộc điều tra dân số năm 2013 là 1.052.800 người và mật độ dân số trung bình đạt 529 người/ km². Mật độ dân số phân bố không đồng đều giữa các đơn vị hành chính cấp huyện trong tỉnh, trong đó mật độ cao nhất là thành phố Vũng Tàu đạt 3.210 người/ km² và thấp nhất là huyện Côn Đảo đạt 80 người/ km².
Bà Rịa – Vũng Tàu là một tỉnh duyên hải thuộc vùng Đông Nam Bộ của Việt Nam, nằm trong vùng đô thị Thành phố Hồ Chí Minh, có 6 trên 7 đơn vị hành chính cấp huyện của tỉnh giáp biển, gồm có: thành phố Vũng Tàu, thị xã Phú Mỹ và các huyện Xuyên Mộc, Long Đất, Côn Đảo.
Danh sách các đơn vị hành chính cấp huyện của tỉnh Bà Rịa – Vũng Tàu theo địa lý và hành chính bao gồm 6 đề mục liệt kê: đơn vị hành chính cấp huyện, thủ phủ, diện tích, dân số, mật độ dân số được cập nhật từ cuộc điều tra dân số năm 2013 và các đơn vị hành chính cấp xã - phường - thị trấn.
Bà Rịa – Vũng Tàu có 77 đơn vị hành chính cấp xã, trong đó có 7 thị trấn, 28 phường và 42 xã.

### Danh sách đơn vị cấp huyện (tới ngày 01 tháng 7 năm 2025)
| STT | Thể loại hành chính | Tên gọi   | Huyện lỵ  | Diện tích ( km²) | Dân số (người) | Mật dộ dân số (người/ km²) | Đơn vị hành chính cấp xã - phường - thị trấn |
| --- | ------------------- | --------- | --------- | ---------------- | -------------- | -------------------------- | --- |
| 1   | Thành phố           | Bà Rịa    |           | 90,9             | 205.200        | 2.257                      | 7 phường: Kim Dinh, Long Hương, Long Tâm, Long Toàn, Phước Hưng, Phước Nguyên, Phước Trung 3 xã: Hòa Long, Long Phước, Tân Hưng                                                                |
| 2   | Thành phố           | Vũng Tàu  |           | 141.1            | 450.000        | 3.189                      | 16 phường: 1, 2, 3, 4, 5, 7, 8, 9, 10, 11, 12, Nguyễn An Ninh, Rạch Dừa, Thắng Nhất, Thắng Nhì, Thắng Tam 1 xã: Long Sơn                                                                       |
| 3   | Thành phố           | Phú Mỹ    |           | 333,02           | 287.055        | 861                        | 7 phường: Hắc Dịch, Mỹ Xuân, Phú Mỹ, Phước Hòa, Tân Hải, Tân Hòa, Tân Phước 3 xã: Châu Pha, Sông Xoài, Tóc Tiên                                                                                |
| 4   | Huyện               | Châu Đức  | Ngãi Giao | 420,6            | 143.300        | 341                        | 2 thị trấn: Ngãi Giao, Kim Long 14 xã: Bàu Chinh, Bình Ba, Bình Giã, Bình Trung, Cù Bị, Đá Bạc, Kim Long, Láng Lớn, Nghĩa Thành, Quảng Thành, Sơn Bình, Suối Nghệ, Suối Rao, Xà Bang, Xuân Sơn |
| 5   | Huyện               | Côn Đảo   | Côn Sơn   | 76,2             | 7.200          | 80                         | Không phân chia đơn vị hành chính cấp xã |
| 6   | Huyện               | Long Đất  | Đất Đỏ    | 267,42           | 241.501        | 903                        | 4 thị trấn: Đất Đỏ, Long Điền, Long Hải, Phước Hải 7 xã: Láng Dài, Long Tân, Phước Hội, Phước Long Thọ, Phước Hưng, Phước Tỉnh, Tam An                                                         |
| 7   | Huyện               | Xuyên Mộc | Phước Bửu | 642,2            | 134.400        | 209                        | 1 thị trấn: Phước Bửu 12 xã: Bàu Lâm, Bình Châu, Bông Trang, Bưng Riềng, Hòa Bình, Hòa Hiệp, Hòa Hội, Hòa Hưng, Phước Tân, Tân Lâm, Phước Thuận, Xuyên Mộc                                     |

Ngày 12 tháng 6 năm 2025, Quốc hội ban hành Nghị quyết số 202/2025/QH15 về việc sắp xếp đơn vị hành chính cấp tỉnh (nghị quyết có hiệu lực từ ngày 12 tháng 6 năm 2025). Theo đó, sáp nhập tỉnh Bà Rịa – Vũng Tàu vào Thành phố Hồ Chí Minh. Tỉnh Bà Rịa - Vũng Tàu được tổ chức lại thành 30 đơn vị hành chính cấp xã trực thuộc Thành phố Hồ Chí Minh, gồm 11 phường, 18 xã và 1 đặc khu, cụ thể:
- Phường Vũng Tàu, Tam Thắng, Rạch Dừa, Phước Thắng và xã Long Sơn (khu vực TP Vũng Tàu cũ)
- Phường Bà Rịa, Long Hương, Tam Long (khu vực TP Bà Rịa cũ)
- Phường Phú Mỹ, Tân Thành, Tân Phước, Tân Hải và xã Châu Pha (khu vực TP Phú Mỹ cũ)
- Xã Ngãi Giao, Bình Giã, Kim Long, Châu Đức, Xuân Sơn, Nghĩa Thành (khu vực huyện Châu Đức cũ)
- Xã Hồ Tràm, Xuyên Mộc, Hòa Hội, Bàu Lâm, Hòa Hiệp, Bình Châu (khu vực huyện Xuyên Mộc cũ)
- Xã Long Điền, Long Hải, Đất Đỏ, Phước Hải (khu vực huyện Long Đất cũ)
- Đặc khu Côn Đảo (huyện Côn Đảo cũ)